# Seznam slovenskih kemikov
Seznam slovenskih kemikov in kemijskih tehnologov. (Glej tudi: seznam slovenskih biokemikov)

## A
- Veronika Abram (1943–)
- Jure Aćimović
- Alen Albreht
- Rok Ambrožič (1988–)
- Jože Ambrožič (1884–1923)
- Gregor Anderluh (1969–)
- Samo Andrenšek (1971–)
- Hubert Ankerst (1915–2005)
- Vera Apih (1942–)
- Franci Avbelj
- Herta Avsec (1938–)
- Stephanie C. Avsenek (1933–)
- Tatjana Avšič (r. Sernec) (1912–2007)
- Andrej Ažman (1937–1980)

## B
- Baltazar Baebler (1880–1936)
- Bogomir Bajec (1906–1980)
- Dušan Bano (1921–1984)
- Vlado Barbič (1928–)
- Ivan Bartl?
- Miloš Barut
- Aljoša Bavec
- Leon Bedrač
- Albin Belar (1864–1939)
- Marjan Bele
- Igor Belič (1919–1997)
- Andreja Benčan Golob
- Mojca Benčina
- Janez Beravs (1923–1996)
- Gorazd Berčič
- Jelka Bergant Dolar (1920–2003)
- Srečko Bergant?
- Erika Bešter (1971–)
- Marija Bešter Rogač (1958–)
- Tadeja Bevec (1968–)
- Gotard (Janez Nepomuk) Bizjak (1783–1840)
- Marta Blinc (1904–2000)
- Bojana Boh (1960–)
- Simona Bohanec (1961–)
- Janez Bohorič
- Ivo Bole ?
- Ivan Bolle (1850–1924)
- Matjaž Bončina (1981–)
- Branko Borštnik ? (1944–)
- Dušan Bratko (1948–)
- Branko Brčić (1901–1979)
- Urban Bren (1980–)
- Jurij Brenčič (1940–2013)
- Katja Breskvar (1944–)
- Darinka Brodnjak Vončina (1948–)
- (Bronislava - Bronka Brzin)
- Miroslav Brzin (1923–1999)
- Miloš Budnar (1943–)
- Bojan Budič
- Nataša Bukovec (1946–)
- Peter Bukovec (1946–)
- (Marko Bulc 1926–2019)
- Nada Bulc (1933–)
- Bojan Butinar

## C
- Krsto Cazafura (1899–1965)
- Ludvik Cencelj (1919–2011)
- Janez Cerar (1969–)
- Marjan Cerar (1943–2021)
- Janez Cerkovnik (1962–)
- Vesna Cerkvenik Flajs (1962–)
- Romana Cerc-Korošec (1968–)
- Luka Ciber
- Rado Cimerman (1928–2022)
- Saša Comino (1960–2005)
- Vladimir Cotič (1934–)
- Magda Cotman
- Marijan Cvenkel (1917–1996)

## Č
- Zdenko Časar
- Boris Čeh (1951–)
- Lovro Čeh (1922–?)
- Miran Čeh (1958–)
- Mirko Čeh (1923–2013)
- Leon Čelik
- Boris Čerček
- Andreja Čerček Hočevar
- Eliza(beta) Čerin Češnovar (1913–1989)
- Aleksandra Černe
- Urh Černigoj
- Bronislava Črešnar (1950–2024)
- Janko Čuček (1908 - 1995) ?
- Nada Čučnik Majcen (1937–)
- Vladka Čurin Šerbec (1961–)
- Mirzet Čuskić (4. marec 1980–)

## D
- Vojmil Dekleva (1914–2011)
- Alojz Demšar (1955–)
- Mirko Dermelj (1914–2018)
- Jurij Detiček (1921–2005)
- Snegulka Detoni (1921–2016)
- Iztok Devetak
- Matjana Didek Brumec
- Branko Diehl (1905–1948/50)
- Ilija Dimitrievski (1945-)
- Bogdan Ditrich (1910–1984)
- Kristina Djinović Carugo (1963–)
- Petar Djinović
- Vojislav Djinovski (1915–2000)
- Danilo Dobčnik (1939–)
- Karel Dobovišek
- (Tone Dodlek)
- Darinka Zdenka Doganoc (1946–)
- Davorin Dolar (1921–2005)
- Nada Dolar? (190_?–?)
- Pavel Dolar (1915–1995)
- Valter Doleček (1939–2020)
- Darko Dolenc (1955–)
- Franci Dolenc (1904–1989)
- Iztok Dolenc (1962–)
- Vladimir Dolenc (1907–2000)
- Marko Dolinar (1961–)
- Robert Dominko (1971–)
- Črtomir Donik
- Marijan Dorer (1909–1995)
- Goran Dražić
- Marjan Dremelj (1933–)
- Darko Drev
- Jernej Drofenik
- Miha(el) Drofenik (1941–)
- Andreja Drolc
- Branko Družina (1950–2014)
- Bojan Držaj (1918–1998)
- Metka Duhovnik Kristan (1958–2017)
- Milan Dular (1929–2021)
- Ana Durjava (? – ?)
- Mojca Durjava (1969–)

## E
- Pavle Eržen (1916–1992)

## F
- Jadran Faganeli (1950–)
- Aleš Fajgelj
- Boris Fakin (Igor Torkar) (1913–2004)
- Roman Fakin (193#?–2023)
- Vesna Falatov (1942–1997)
- Jože Fegeš (1933–1988)
- Jerca Ferčej Cencelj (1920–1994)
- Srečko Ferjančič (terminolog)
- Vesna Ferk Savec
- Maks Ferlan (1917–2001)
- Matjaž Finšgar
- Ferdo Fišer (1908–1992)
- Urška Florjančič
- Mario Foerster (kemik)
- Vojmir Francetič (? –2015)
- Mladen Franko (1958–)
- Jožica Friedrich
- Boris Frlec (1936–)
- Borut Furlan
- Miha Furlan (1934–)

## G
- Vladka Gaberc Porekar?̈ (1948–)
- Miran Gaberšček (1962–)
- Roman Gabrovšek
- Jan Gačnik
- Anton Gantar (1948–)
- Darja Gantar (?–1990)
- Ljudmila (Maca) Gašperut Koprol (1939–)
- Martin Gazvoda
- Boštjan Genorio (1979–)
- Marko Gerbec (kemik)
- Friderik Gerl (1901–1987)
- Cveto Germovšek (1923–1955)
- Damjan Glavač (1956–)
- Peter Glavič (1940–)
- Vesna Glavnik
- Saša Aleksij Glažar (1939–2024)
- Aljaž Godec
- Andrej Godec (1958–)
- Alenka Golc Wondra (1952–2016)
- Ljubo Golič (1932–2007)
- Simona Golič Grdadolnik
- Bojan Golli (1950–2023) (fizik)
- Edvard Golob ("Edigs")
- Janvit Golob (1945–)
- Amalija Golobič (r. Sinur) (1969–)
- Sergej Gomišček (1926–2018)
- Maja Gomol Skaberne (1932–2020)
- Bogomil Gorenc (1933–2016)
- Danica Gorenc (1939–)
- Marija Gorenšek (1948–)
- Evgenij Gorešnik (Ukr.)
- Tanja Goršak
- Andreja Goršek (1961–)
- Alojz Grabner
- Sabina Grabner (1966–)
- Helena Gradišar
- Žiga Graf (1801–1838)
- Robert Karl Grasselli (1930–2018)
- Jože Grdadolnik
- Peter Gregorc (1928–1991)
- Irena Grgić (1957–)
- Maja Gričar Lokar
- Miha Grilc
- Viktor Grilc (1949–)
- Bojan Grm
- Nataša Gros (1965–)
- Uroš Grošelj
- Franjo Grünfeld (1909–1971)
- Primož Gspan (1934–)
- Franc Gubenšek (1937–2010)
- Gregor Gunčar
- Ladislav Guzelj (1898–1982)
- Irena Gale

## H
- Maja Habulin (1962–)
- Baltazar Hacquet
- Dušan Hadži (1921–2019)
- Iva Hafner Bratkovič
- Viktor Hahn (1912–1970)
- Milivoj Hladnik (1922–2009)
- Brigita Hočevar
- Matej Hočevar (kemik)
- Samo (B.) Hočevar (1968–)
- Stanko Hočevar (1947–)
- Andrejka Hodnik (1948–)
- Nejc Hodnik (1981–)
- Milan Hodošček (1953–)
- Andrej Hoivik
- Lidija Honzak
- Milena Horvat (1958–)
- Barbara Hribar Lee (1970–)
- Engelbert Hribernik (1901–1975)
- Petra Hudler
- Tamara Hudnik Plevnik (1923–2012)
- Vida Hudnik (1940–)
- Miroslav Huskić
- Matej Huš (1988–)
- Franc Hvalec (1924–2018)

## I
- Božo Iglič (1920–2012)
- Andrej Ipavec?
- Vasilij Isajevič
- Jernej Iskra (196#–)

## J
- Franc Jagodic (1933–1986)
- Andrej Jamnik (1961–)
- Brigita Jamnik (1966–)
- Janko Jamnik (1964–2014)
- Jurij Jan (1932–2020)
- Dušanka Janežič (1952–)
- Miha Japelj (1935–)
- Slava Jeler (1931–)
- Viktor Jeločnik (1881–?)
- Franc Jenčič (1910–1985)
- Salvislav Jenčič (1891–1968)
- Ana Jenko Štěrba-Böhm (1885–1936)
- Roman Jerala (1962–)
- Marjan Jereb (kemik) (1974–)
- Smiljan Jerič (1922–2004)
- Andreja Jerina (1961–)
- Ivo (Ivan) Jerman (1973–)
- Jernej Jernejčič (1933–1977)
- Matilda Jernejčič (1933–2017)
- Adolf Jesih  (1953–)
- Karel Južnič (1937–1990)
- Sarah Jurjevec (1988 - )

## K
- Milica Kač (1953–2014)
- Peter Kafol (1936 –?)
- (Franjo Kajfež 1936–2004)
- Samo Kalin
- Ljubica Kamarić (1924–)
- Saša Kandare (1920–1995)
- Sonja Kandare (1925–)
- Ana Kansky (1895–1962)
- Evgen Kansky (1887–1977)
- Evgen Kansky ml. (1926–1987)
- Klemen Karlin ?
- Ciril Kastelic
- Tatjana Kastelic Suhadolc (1935–)
- Venčeslav Kaučič (1950–)
- Ivica Kavčič (1933–)
- Janko Kavčič (1898–1988)
- Rajko Kavčič (1915–1976)
- Ivanka Keber
- Rajko Kejžar (1939–)
- Darinka Kek (? –2017)
- Bojan Kepe
- Danimir Kerin (1922–2007)
- Ljerka Kervina-Hamović (1929–2016)
- Pavel Kerže (1909–1993)
- Zdenka Keuc (1964–)
- (Boris Kidrič 1912 - 1953)
- Jurkica Kidrič (1939–)
- Marjetka Kidrič (1945–)
- Demeter Kimovec (1909–1994)
- Nives Kitanovski
- Marta Klanjšek Gunde
- Rihard Klemen  (1902–1998)
- Dušan Klinar
- Ladislav Klinc (1902–1989)
- Florijan (Cveto) Klofutar (1932–2023)
- Veronika Kmecl
- Baltazar Knapič (1848–1914)
- Leo Knez (1902–1980)
- Željko Knez (1954–)
- Ljubo Knop (1910–1982)
- Vojo Knop (1897–1976)
- Edvard Kobal (1957–)
- Ivan Kobal (1941–)
- Boštjan Kobe (1965–)
- Jože Kobe (1942–)
- Spomenka Kobe (1947–)
- Aleksandra Kocijan
- Darko Kocjan
- Mitja Kocjančič
- Robert Kocjančič (1962–)
- Drago Kočar
- Franjo Kočevar (1903–1991)
- Marijan Kočevar (1949–)
- Ksenija Kogej (1960–)
- Janja Kogovšek (1949–)
- Anton Kokalj (kemik)
- Drago Kolar (1932–2000)
- Jana Kolar (1964–)
- Mitja Kolar
- Patrik Kolar (1967–2024)
- Jože Kolarič (1916–1995)
- Jože Koller (1944–2024)
- Valentin (Tine) Koloini (1940–2008)
- Jože Kolšek (1928—?)
- Miloš Komac (1939–2022)
- Jelena Komar-Kansky (1925–2015)
- Radovan Komel (1947–)
- Janez Konc
- Viktor Konjar (1906–1966)
- Tilen Kopač
- Nataša Kopitar Jerala
- Božidar Koren (1949–)
- Matevž Korenč
- Aleksandra Kornhauser (1926–2020)
- Mojca Kos Durjava
- Marija Kosec (1947–2012)
- Vladimir Kosi (1919–1992)
- Lado Kosta (1921–1986)
- Bojan Košir
- Iztok Jože Košir
- Mirko Košir (1905–1951)
- Berta Košmrlj
- Janez Košmrlj (1966–)
- Franci Kovač (1951–)
- Nives Kovač (1966–)
- Tita Kovač Artemis (1930 - 2016)
- Nataša Kovačević
- Sebastijan Kovačič (1977–)
- Stanko Kovačič (1898–1977)
- Damjan Kozak (1924–2006)
- Janez Kozinc (1975–)
- Bogomir Koželj (1924–2001)
- Matjaž Koželj (1982–)
- Boris Krajnc (1913–1948/50)
- Matjaž Krajnc (1969–)
- Peter Krajnc (1970–)
- Blaž Kralj (1976–)
- Irena Kralj Cigić
- Vinko Kramaršič (1901–1979)
- Ernest Kramer (1854–1907)
- Vili(bald) Kramer
- Krištof Kranjc
- Marko (Ferdo/Ferinand) Kranjec (1885–1973)
- Nada Kraševec
- Franc Krašovec
- Zdravko Kravanja (1957–)
- Teodor Kravina/Cravina von Cronstein (Schlemizensis)(1720–1789)
- Igor Kregar (1937–2017)
- Miha Kremser (1946–1998)
- Ljudmila Krese - Maruša
- Janez Kristan
- Matjaž Kristl
- Marko Krivec
- Igor Križaj (1963–)
- Mitja Križman
- (Vlasta Krmelj)
- Dušan Krnel ?
- Andrej Kržan (1967–)
- Robert Kuhelj
- Vinko Kuljiš (1901–1988)
- Matjaž Kunaver
- Uroš Kunaver (1962–)
- (Jožef Kunič)
- Bogdana Kurbus
- Mirjana Küzma

## L
- Jurij Lah (197?–)
- Tamara Lah Turnšek (1947–)
- Gojmir Lahajnar (1937–2022)
- Andrej Lajovic
- Ana Lakota Družina
- Smilja Lambert (1953–)
- Savo Lapanje (1925–1997)
- Boris Lavrenčič (1909–1999)
- Urška Lavrenčič Štangar (1967–)
- Franc Lazarini (1940–1992)
- Ivan Leban (1947–)
- Drago Lebez (1922–2015)
- Jožica Ledinek Paddle (1945–)
- Matic Legiša (1956–)
- Brigita Lenarčič (1958–) ?
- Helena Lenasi (1945–)
- Drago Leskovšek (1919–2010)
- Domen Leštan (1961–)
- Janez Levec (1943–2020)
- Marjetka Levstek
- Adrijan Levstik (1939–2014)
- Vladimir Ličen (1912–1948/50)
- Blaž Likozar
- Viktor Lindtner (1906–1974)
- Darja Lisjak (1969–)
- Iztok Livk
- Aleksandra Lobnik (1962–)
- Ivan Logar (kemik)
- Štefanija (Štefka) Logar (1938–) >> redovnica
- Anton Lopert ?
- Bojan Lorber
- Primož Lorenčak (1950–)
- Matic Lozinšek
- Miro Lubej (1943–)
- Sonja Lubej Rogelj (1927–1997)
- Miha Lukšič
- Karel Lutar (1947–2000)
- Alenka Luzar (1954–2019)

## M
- Jadran Maček (1946–)
- Marjeta Maček
- Franjo Mahorčič (1911–1975)
- Vita Majce (1984–)
- Alenka Majcen Le Marechal (1947–)
- Ignatij Nikolajevič Majdel (1875–1930)
- Aleksander Majdič (1922–2007)
- Josip Makuc (1897–1958)
- Tatjana Malavašič (1941–2004)
- Jasna Malešič (1975–)
- Gregor Mali (1971–2023)
- Barbara Malič ?
- Radislava Malneršič (1939–)
- Mateja Manček Keber
- Mirjam Manda Gspan (1933–)
- Barbara Malič
- Borut Marinček (1915–2004)
- Velibor Marinković (1929–2000)
- Marjan Marinšek (1968–)
- Jernej Markelj
- Gregor Marolt
- Jože Marsel (1931–2014)
- Djordje Maširević (1906–1996)
- Janez Mavri (1962–)
- An(k)a Mayer Kansky (1895–1962)
- Anton Meden (1963–)
- Ana Medved (1929–?)
- Miran Medved
- Eva Menart?
- Viktor Menart (1951–2007)
- Branko Mervič (1917–1999)
- Franci Merzel
- Neda Mešiček (1923–2000)
- Igor Mihelič
- Adolf Miklavc (1942–2005)
- Uroš Miklavžič (1933–)
- Radmila Milačič Ščančar (1955–)
- Stipe Miličić (1950–)
- Svetozar Milićev (1934–2001)
- Mirko Mirnik (st./ml.) (1917–1999; 1942–2005)
- Barbara Modec (1967–)
- Roman Modic (1911–2003)
- Stanko Modic (? –1971?)
- Gorazd Mohorčič (1921–2002)
- Jože Moškon
- Adolf Može (1944–)
- Pavel Munih (1941–)
- Melita Murko Jezovšek
- Vojko Musil (1945–)
- Irena Mušič Habjan (1967–)

## N
- Ivo Nemec (1949–2013)
- Albin Něrima (1911–1968)
- Aleksander Novak (1928–?)
- Gabrijela Novak (1942–)
- Nataša Novak Tušar (196?–)
- Saša Novak Krmpotič (1957–)
- Uroš Novak
- Marjana Novič (1955–)
- Milko Novič (1956–)
- Barbara Novosel (1963–)
- Črtomir Nučič (1909–1969)

## O
- Ana Oberlintner
- Simon Oblak (1939 -)
- Martin Ocepek
- Andrej Ocvirk
- Božidar Ogorevc (1947–)
- Tomaž Ogrin (1940–)
- Nives Ogrinc (1964–)
- Srečko Oman (1922–2015)
- Urša Opara Krašovec
- Dušan Oražem (1927–2022)
- Boris Orel (1943–)
- Gasan Osojnik
- Uči Osredkar (1927–)
- Majda Ostanek (1928–2018)
- Matjaž Oven
- Vojko Ozim (1922–2007)

## P
- David Pahovnik
- Maja Papež Iskra (1970–)
- Boštjan Paradiž
- Aleksander Pavko (1951–)
- Kajetan Pavletič
- Miloš Pavlič (1923–2014)
- Matic Pavlin
- Miha Pavšič
- Darja Pečar
- Evgen Pehani (1905–1998)
- Stane Pejovnik (1946–)
- Aljoša Pelan (1922 - )
- Matej Penca
- Franc Pengov (1876–1954)
- Andrej Perdih
- Anton Perdih (1939–)
- Franc Perdih
- Marko Perdih?
- Hugo von Perger
- Martin (Tine) Perger
- Janez Perkavec (1940–)
- Eva Perman (1930–)
- Marija Perpar (1904–1990)
- Elizabeta Pertot (r. Nemec) (1929–2021)
- Franc Pervanje (1904–1971)
- Toni Petan
- Nejc Petek
- Matjaž Peterka
- Boris Matija Peterlin ?
- Mihael Peternel (1808–1884)
- Miro Petovar (1921–2009)
- Alfred Petrič (1913–2002)
- Andrej Petrič (1952–)
- Marko Petrič (1962–)
- Saša Petriček (1962–)
- Andrej Pevec
- Jože Pezdič (1945–)
- Mirko Pibernik (1905−1947)
- Boris Pihlar (1945–)
- Albin Pintar
- Tihomir Pinter (1938−2024)
- Simon Pirc (1932–2024) (geolog)
- Božo (Bogomir) Pirkmaier/Pirkmajer (1902–1979)
- Miroslav Pirš (1919–2014)
- Aleksandra Pivec (1972–)
- Janez Plavec (1962–)
- Igor Plazl (1959–)
- Božo Plesničar (1940–)
- Simona Podergajs Fajgelj (1960–)
- Aleš Podgornik
- Bogdan Podobnik (1933–2010)
- Boris Podobnik ?
- Marjetka Podobnik (1967–)
- Aleš Podgornik
- Helena Podgornik (1967–)
- Ciril Pohar (1948–)
- Nataša Poklar Ulrih (1965–)
- Jurij Pokorn (1937–)
- Slovenko Polanc (1948–)
- Svetozar Polič - "Cvera" (1944–2021)
- Ida Poljanšek (1965–)
- Alfred Pollak (1939–2017)
- Matevž Pompe (1969–)
- Janez Ponebšek (1932–2016)
- Maja Ponikvar Svet
- Franc Posel (1964–)
- Viljem Povoden (1909–1971)
- (Matej Praprotnik)
- Friderik Pregl (1869–1930)
- Gvido Pregl (1931–2003) ?
- Boris Pregrad (1925–2022)
- (Vladimir Prelog) (1906–1998)
- Franc Premerl (1906–1990)
- Lev Premru (1931–2005)
- Vladimir Premru (1902–1949)
- Gorazd Pretnar (1960 -)
- Dušan C. Prevoršek (1922–2004)
- Maks Prezelj (1894–1980)
- Primož Pristovšek (197#–)
- Helena Prosen (1967–)
- Mirko Prošek (1946–)

## R
- Kristian Radan
- Gregor Radonjič (1964–)
- Borut Razinger (1936–2006) - gemolog
- Marko Razinger (1947–1996)
- Marius (Marij) Rebek (1889–1982)
- Simon Rečnik (1974–)
- Peter Rems
- Stane Remžgar
- Metka Renko (1951–)
- John Repar (1921–2007) (ZDA)
- Riko Repič (1910–2003)
- Jurij Reščič (1965–)
- Maximilian Ripper (1864–1926)
- Aleksander Rjazancev (1924-1984)
- Silva Roncelli Vaupot
- Milenko Roš (1947–)
- Rok Rotar (1965-)
- Darja Rudan Tasič (1952–)
- Vladimir Rudolf (1894–1933)
- Tanja Rusjan
- (Venceslav Rutar 1950–)

## S
- (Ivo Sajovic 1916 - 1959)
- Maks Samec (1881–1964)
- Milan V(alter) Schara (1934–2022)
- Stane Seliškar (1907–1987)
- Peter Senčar (1937–)
- Jurij Senegačnik (1922–2018)
- Marjan Senegačnik (1928–2002)
- Tatjana Sernec-Avšič (1912–2007)
- Andrijana Sever Škapin
- Majda Sfiligoj Smole (1952–)
- Darinka Sikošek (1948–)
- Matjaž Simončič?
- Marjana Simonič (1967–)
- Velimir Sirnik (1917–2005)
- Maja Skaberne (r. Gomol) (1932–2020)
- Tina Skalar
- Zdenko Skalicky (1903–1933)
- Tomaž Skapin
- Štefan Skledar (1920–1998)
- Miha Slapničar
- Metka Slekovec (1948–)
- Jože Slivnik (1930–1983)
- Vito Smolej (1948–)
- Helena Sočič (1923–2017)
- Branko Stanovnik (1938–)
- Gaj Stavber
- Stojan Stavber (1951–)
- Peter Stegnar (1946–)
- Milan Stepišnik (1910–1948/50)
- Vekoslava Stibilj
- Ivo Stojkovič (1906–1991)
- Ludovik Strauch (1927–2018)
- Janez Stražišar (1950–2008)
- Evgen Strmecki (1916–2010)
- Dušan Strmčnik
- France Strojin (1911–1994)
- Črtomir Stropnik (1947–2013)
- Matija Strlič (1965/68?–)
- Dušan Stucin (1915–1976)
- Igor Stupica (1943–)
- Luka Suhadolnik
- Alojz Suhar (1935–2020)
- Robert Susič (1957–)
- Maja Sušec (1986–)
- Danilo Suvorov (1951–)
- Jurij Svete (1962–)
- Franc Swaty

## Š
- Andrej Šali (1964–)
- David Šarlah (1984–)
- Jože Šauta (1923–2002)
- Anton Šebenik (1941–1998)
- Urška Šebenik
- Primož Šegedin (1948–)
- Rudolf Šegula (1915–1989)
- Vid Simon Šelih
- Jože Šiftar (1929–1998)
- Ksenija Šinigoj Gačnik (1953–)
- Srečo D. Škapin
- Andrej Škarabot (1939–)
- Mojca Škerget (1967–)
- Jože Škerjanc (1934–)
- Tibor Škerlak (1913–1992)
- Boris Šket (1947–)
- Ivan Škofic (1934–)
- Tina Škorjanc
- Jože Šlajmer (1909–1991?)
- Andrej Šmalc (1935–)
- Andrej Šmidovnik?
- Vida Šmuc Pirnat? (1940–1992)
- Katja Šnuderl (1974–)
- Tomaž Šolmajer (1949–)
- Jože Šonc (1939–2001)
- Jože Špan (1926–2009)
- Jože Šrekl
- Vesna Šrot
- Aleš Štefančič
- Bogdan Štefanec
- Srečko Štefanič
- Aleš Štrancar (1962–)
- Borut Štrukelj (1961–)
- Vida Štular Majcen (1922–2018)
- Franc Štupar (1862–1936)
- Janez Štupar (1934–2008)
- Alojz Šturbej (1936?–2018)
- Sašo Šturm ?
- Angela Šurca Vuk
- Timotej Šuman (2001-)

## T
- Gašper Tavčar
- Janvit Teržan
- Josip Teržan (1902–1985)
- Miha Tišler (1926–2021)
- Tatjana Tišler
- Vesna Tišler (1947–)
- Vida Tišler (r. Kuhelj) (1931–2014)
- Dušan Tomšič (1890–?)
- Matija Tomšič (1976–)
- Magdalena Tovornik
- Štefan Trajbarič (1934–)
- Melita Tramšek
- Elizabeta Tratar Pirc (1970–)
- Polonca Trebše (1967–)
- Tone Tribušon (1919-1986)
- Marija Trontelj (1940–)
- Iztok Turel (1964–)
- Alenka Turičnik ?
- Jakob Turk (1872–1935)
- Boris Turk (1964–)
- Dušan Turk (1959–)
- Vito Turk (1937–)
- Helmut Turzanski (1910–1976)
- Marjan in Livija Tušar
- Jaka Tušek

## U
- Polona Umek (nanocevke)
- Damijana Urankar
- Tomaž Urbič
- Uroš Uršič

## V
- Matjaž Valant (1967–)
- Marjan Valenčič (1961–)
- Milica Vardjan Jarec (1928–2013)
- Janja Vaupotič (1958–)
- Marjan Veber (1951–)
- Peter Venturini (1966–)
- Bojan Verček (1948–)
- Gorazd Vesnaver (1941–)
- Miha Virant
- Gregor Vidmar
- Ivan Vizovišek (1918–1989)
- Matej Vizovišek
- Vojeslav (Vojko) Vlachy (1946–)
- Jedert Vodopivec Tomažič (1953–)
- Bogdan Volavšek (1933–2014)
- Julija Volmajer Valh
- Bojana Vončina (1959–)
- Irena Vovk (1965–)
- Marinka Vovk (1967–)
- Urška Vrabič Brodnjak ?? (1978–)
- Marjan Vračko Grobelšek
- Josip Vreg ?
- Saša Vrhovec Hartman
- Margareta Vrtačnik (1947–)
- Drago Vuk (1951–)
- Tomaž Vuk (1968–)

## W
- Max Adolf Westen (1913–1955)
- Katarina Senta Wissiak Grm

## Z
- Nataša Zabukovec Logar (196#–)
- Jana Zagorc Končan (1949–)
- Barbara Zajc (1953–)
- Sreč(k)o Zakrajšek (1951–)
- Bojan Zaletel (1920–1981)
- Branka Zatler Zupančič (1942–1995)
- Bogdan Zega (1923–2012)
- Vladmir Zelenko (1921–2017)
- J. M. Zendrini
- Luka Zevnik
- Jernej Zidar
- Milenko Ziherl
- Marko Zlokarnik (1931–)
- Boris Zmazek (1962–)
- Bogdan Znoj
- Ivo Zobec (1897–1990)
- Matjaž Zorko (1947–)
- Tea Zuliani
- Aleš Zupan
- Jure Zupan (1943–)
- Klementina Zupan (1963–)
- Marko A. Zupan (1947–)
- Andreja Zupančič Valant (1963–2015)
- Boris Zupančič (1928–2017)
- Lucija Zupančič Kralj (1949–)
- Marija Zupančič (1968–)
- Nataša Zupančič Brouwer (1957–)
- Tatjana Zupančič (1957–2019)

## Ž
- Ludvik Žagar (1910–1981)
- Kristina Žagar Soderžnik (1981–)
- Marija Žakelj Mavrič (1948–)
- Boris Žemva (1940–2023)
- Peter Žemva (1940–2008)
- Viljem Žener
- Radovan Žerjav
- Eva Žerovnik (1955–)
- Andreja Žgajnar Gotvajn (1967–)
- Dušan Žigon
- Majda Žigon (1948–)
- Vladimir Žitko (1903–1954)
- Janko Žmitek
- Polona Žnidaršič Plazl (1964–)
- Marcel Žorga ml. (1908–1988)
- Miha Žumer (1937–2013)
- Boris Žužek (1924–1976)
- Mateja Žvanut (1943–)